# Сесар Оскар Окаранса Кастаньєда
Сесар Оскар Окаранса Кастаньєда (ісп. Cesar Oscar Ocaranza Castaneda; нар. 10 серпня 1956, Мехіко) — мексиканський дипломат. Тимчасовий повірений у справах Мексики в Україні (2005—2009).

## Життєпис
Народився 10 серпня 1956 року в Мехіко. Закінчив факультет міжнародних відносин Національного автономного університету Мехіко. Курси з міжнародних відносин Центру досліджень та міжнародних студій при Університеті Флоренції (Італія). Проходив стажування з питань європейської інтеграції у штаб-квартирі Європейської комісії у Брюсселі.
З 1978 року — співробітник Секретаріату закордонних справ, аналітик Генеральної дирекції з дипломатичних питань, заступник директора Генеральної дирекції Європи.
З 1981 року на різних посадах у Міністерстві закордонних справ Мексики.
З 1984 року — радник Посольства Мексики у Брюсселі.
З 1989 року — завідувач канцелярії Посольства Мексики у Тель-Авіві.
З 1991 року — завідувач канцелярії Посольства Мексики в Осло.
З 1993 року — завідувач канцелярії Посольства Мексики у Афінах.
З 1998 року — викладав міжнародні відносини в Ібероамериканському університеті.
З 2001 року — завідувач канцелярії Посольства Мексики у Копенгагені.
У 2005—2009 рр. — Тимчасовий повірений у справах Мексики в Україні, Київ.
Тимчасовий повірений у справах Мексики в Угорській Республіці, та за сумісництвом в Хорватії з резиденцією в Будапешті.

## Нагороди та відзнаки
- Почесна грамота Верховної Ради України
- Орден Святого Станіслава ІІІ ступеня з врученням йому Командорського Хреста[3]
- Нагороди урядів Бельгії, Португалії, Румунії, Італії
- Медаль «25 років мексиканської зовнішньополітичної служби»
- Золотий знак УСПП